# Marc Giot
Marc Giot (* 23. Juli 1981 in Kapstadt) ist ein südafrikanischer Eishockeyspieler, der seit 2012 bei den Cape Town Penguins in der Western Province Ice Hockey League spielt. 2013 war er Spielertrainer des Clubs.

## Karriere
Marc Giot begann seine Karriere bei den Cape Town Sharks in seiner Heimatstadt Kapstadt, für die er in der Western Province Ice Hockey League, einer der regionalen Ligen, deren Sieger den südafrikanischen Landesmeistertitel ausspielen, spielte. 2012 wechselte er zum Lokalrivalen Cape Town Penguins, für den er seither spielt. In der Spielzeit 2013 war er als Spielertrainer seiner Mannschaft tätig.

### International
Giot stand zunächst bei der U-20-D-Weltmeisterschaft 2000 für Südafrika auf dem Eis. Mit der Herren-Nationalmannschaft nahm er an den Welttitelkämpfen der Division II 2003, 2004, 2009, 2012, 2014 und 2015 sowie der Division III 2005, 2008, 2010, 2011, 2013, 2016, 2017, 2018, 2019, 2022, 2023 und 2024 teil.

### Trainer
Neben seiner aktiven Karriere fungierte er bei den Weltmeisterschaften 2013, 2014, 2015 und 2022 als Chef-Trainer der südafrikanischen U18-Auswahl und bei den Weltmeisterschaften 2016, 2017 und 2019 als Cheftrainer der U20-Auswahl jeweils in der Division III. Zudem vertrat er seine Farben bei der Olympiaqualifikation für die Winterspiele in Mailand 2026.

## Erfolge und Auszeichnungen
- 2005 Aufstieg in die Division II bei der Weltmeisterschaft der Division III
- 2008 Aufstieg in die Division II bei der Weltmeisterschaft der Division III
- 2011 Aufstieg in die Division II, Gruppe B, bei der Weltmeisterschaft der Division III
- 2013 Aufstieg in die Division II, Gruppe B, bei der Weltmeisterschaft der Division III
- 2014 Als Trainer Aufstieg in die Division III, Gruppe A, bei der U18-Weltmeisterschaft der Division III, Gruppe B
- 2022 Aufstieg in die Division III, Gruppe A, bei der Weltmeisterschaft der Division III, Gruppe B